# 广济门城楼
23°39′57″N 116°38′52″E / 23.66583°N 116.64778°E
广济门城楼，俗称东门楼，位于广东省潮州市湘桥区东部，正对广济桥，是潮州古城七城门楼之首。现一、二楼为广济桥史陈列馆
。

## 历史
明洪武三年（1370年），俞良辅重修潮州城墙建立广济门城楼。清咸丰年间，被改为吴公祠。民国20年（1931年）二月大修过，部分木构架被改用钢筋混凝土结构。1949年后，当局拨出专款对广济门城楼进行维修加固。最近一次大修是在2004年，依据清代《潮州古城图》按明朝的结构形式进行整修。

## 结构
广济门城楼三层高18.85米，玻璃瓦红彤壁，朱柱格子窗，为重檐歇山顶仿宫殿式建筑，建筑面积1192.72平方米。其中底层面31.5米宽，19.55米纵深，4.25米高。二层27.9米宽、15.4米纵深、4米高；三层25.8米宽、11.7米纵深、6米高。第三层还有一铸于南宋绍兴四年(1134年)的巨型铜钟，原来置放在马王庙，后来该庙荒废，于是改放到广济门城楼三楼。而沿广济门城楼南北两侧，是2000多米长的古城墙以及竹木门、上水门、下水门3座古城楼。

## 文墨
广济门城楼一到三楼都有匾额柱联。其中一楼有刘炳森题写的匾额“岭东首邑”以及陈景舒书写的柱联“城抱江如带，天垂嶂列屏”；二楼有饶宗颐书写的匾额“东为万春”及柱联“万峰当户立，一水接天来”；三楼有肖娴题写的匾额“广济楼”与卢瑞华书写的柱联“得山水清气，极古桥秀风”。